# دارلين لوف
دارلين لوف (بالإنجليزية: Darlene Love)‏ هي مغنية وممثلة أمريكية، ولدت في 26 يوليوز 1941 في لوس أنجلوس.

## وصلات خارجية
- دارلين لوف على موقع IMDb (الإنجليزية)
- دارلين لوف على موقع الموسوعة البريطانية (الإنجليزية)
- دارلين لوف على موقع ميوزك برينز (الإنجليزية)
- دارلين لوف على موقع رولينغ ستون (الإنجليزية)
- دارلين لوف على موقع أول موفي (الإنجليزية)
- دارلين لوف على موقع قاعدة بيانات برودواي على الإنترنت (الإنجليزية)
- دارلين لوف على موقع قاعدة بيانات الأفلام السويدية (السويدية)
- دارلين لوف على موقع أول ميوزيك (الإنجليزية)
- دارلين لوف على موقع ديسكوغز (الإنجليزية)
- دارلين لوف على موقع قاعدة بيانات الفيلم (الإنجليزية)